# Champvans (Górna Saona)
Champvans – miejscowość i gmina we Francji, w regionie Burgundia-Franche-Comté, w departamencie Górna Saona.
Według danych na rok 1990 gminę zamieszkiwało 239 osób, a gęstość zaludnienia wynosiła 33 osoby/km² (wśród 1786 gmin Franche-Comté Champvans plasuje się na 508. miejscu pod względem liczby ludności, natomiast pod względem powierzchni na miejscu 622.).